# Matula

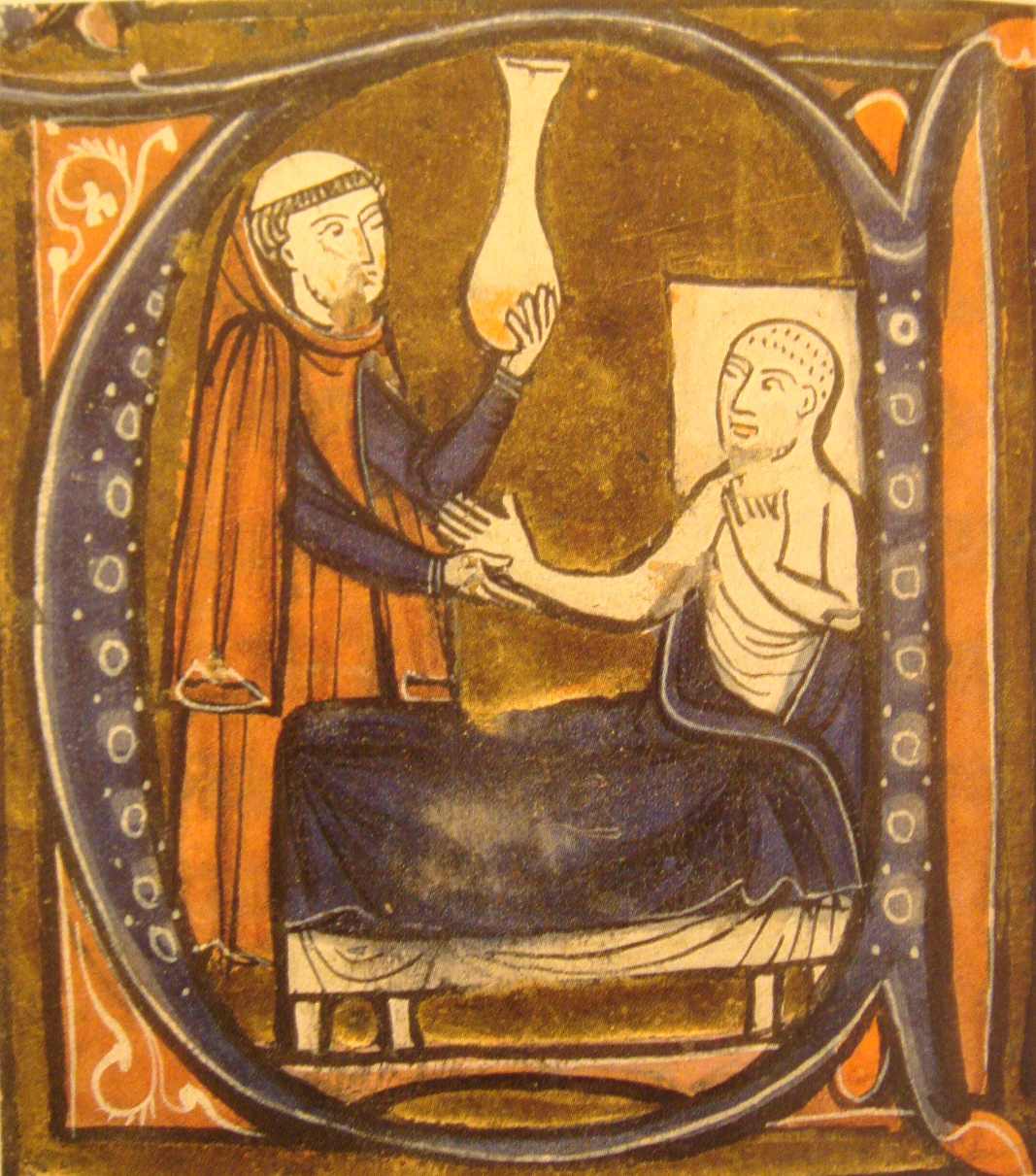
Raffigurazione medievale di una matula

La matula, nel Medioevo, era un recipiente utilizzato per il trasporto delle urine ed il successivo esame da parte del medico.

## Caratteristiche
La matula era un recipiente utilizzato per portare l'urina ad analizzare. Era costituita da un vaso di vetro chiaro e sottile racchiuso in una fasciatura di paglia con coperchio e manico. L'iconografia, soprattutto medievale, raffigura spesso un medico nell'atto di osservare controluce l'urina contenuta nella matula. Il contenitore divenne uno degli emblemi dei medici.

## Storia
Attorno al 1300 Johannes Actuarius, in una famosa opera tradotta in latino ("De Urinis"), poi riproposta in numerose edizioni nel XVI secolo, indica con chiarezza quale debba essere il rituale di analisi delle urine.

L'iconografia dell'età rinascimentale mostra spesso un medico intento ad osservare in controluce le urine, raccolte nel caratteristico vaso di vetro che prende il nome di matula.
Ai tempi la malattia veniva interpretata come una alterazione della crasi (qui nel significato di mescolanza) dei quattro umori del corpo.
Si riteneva che il residuo del cibo, una volta superate le due digestioni dell'organismo a livello dello stomaco e del fegato, determinasse la sierosità superflua del sangue, eliminata dai reni. In presenza di una malattia la sierosità superflua veniva ad alterarsi e questo fatto si ripercuoteva sulle urine eliminate dal paziente.

## Impiego
La matula divenne uno degli emblemi dei medici, fondamentale per una corretta osservazione delle urine e dei materiali in esse contenuti (sedimenti, sangue, pus e bolle d'aria). Tali materiali venivano studiati non solo nelle loro caratteristiche distintive, ma anche in relazione alla modalità con cui si disponevano e distribuivano nella matula.
Infatti i medici di allora distinguevano le ipostasi (materiali che sedimentavano) dalle nubecolae (materie superficiali) e dai sublimia (materiali sospesi nella regione di mezzo).

Il colore delle urine era di fondamentale importanza. Ai tempi si enumeravano almeno 20 diverse colorazioni che venivano raccolte e descritte nei testi dell'epoca in una sorta di ruota delle matule:
"Albus, lacteus, glaucus, karopos, subpallidus, pallidus, subcitrinus, citrinus, subrufus, rufus, subrubeus, rubeus, subrubicundus, rubicundus, inopos, kianos, viridis, lividus, niger" .
"...E sarà vantaggioso veder nella matula un sedimento di color rosso sbiadito e biancastro, la cui discesa sul fondo del recipiente lascia la orina un po' torbida e rossegiante alcun poco o tirante al croceo; né mal predice un lieve grado di universale itterizia circa la quarta giornata, che vada gradatamente poi dileguandosi col mezzo di tali orine e continuando il mentovato corso di ventre ..."

## Curiosità
La matula assunse nel tempo il valore di un simbolo universale per la diagnosi "infallibile" di tutte le malattie. Ancora oggi l'immagine del medico che osserva le urine nella matula appare nel logo della Deutschen Gesellschaft für Urologie(Società Tedesca di Urologia), nella Società Italiana di Patologia Clinica e Medicina di Laboratorio (SIPMeL) ed in quella della  American Urological Association (Associazione Americana di Urologia)